# Haetera
Genre
 Haetera   est un genre de papillons de la famille des Nymphalidae et de la sous-famille des Satyrinae, tribu des Haeterini.

## Dénomination
- Décrit par l'entomologiste danois Johan Christian Fabricius  en 1807[1]
- L'espèce type est Papilio piera (Linné)

### Synonymie
- Oreas (Hübner, 1807)[2]
- Maniola (Rafinesque, 1815) attention le genre Maniola (Schrank, 1801) existe.
- Hetaera (Hoffmannsegg, 1818)[3]
- Pselna (Billberg, 1820)[4]

## Taxinomie
Liste des espèces
- Haetera macleannania (Bates, 1865)
- Haetera piera (Linné, 1758)